# Гусевский кратер
Гу́севский кра́тер — импактный кратер в Ростовской области России, расположенный рядом с городом Каменск-Шахтинский на Донецком кряже в бассейне реки Северский Донец.

## Описание
Гусевский кратер является сателлитным Каменского кратера: оба кратеры возникли одновременно в результате падения главного астероида и его меньшего спутника. Возраст кратеров, основанный на датировке импактного стекла, составляет 49 миллионов лет (эоцен). Предполагается, что Каменское событие произошло в мелководном морском бассейне.
Кратер имеет примерно 3 км в диаметре, его возраст, по оценкам, составляет 49.0 ± 0.2 миллионов лет. Кратер находится на поверхности земли.
Гусевский кратер по своей структуре относится к простым, ложе представляет собой кругообразную воронку размерами 4,5 на 2,5 км и глубиной примерно 600 м. Однако на космических снимках кратер не выражен. Воронка образована в каменноугольных породах и наполнена аллогенной брекчией с наибольшей толщиной в центральной части примерно 360 м. Природных выходов импактитов (аллогенных брекчий) немного, они есть в долинах рек Северский Донец и его притоках, а ещё в оврагах и балках на запад и северо-запад от населённого пункта Гусев.
Отличительной характеристикой структуры является наличие в разрезах данного района так называемой глубокинской свиты, находящейся на площади размером 40х60 км и покрывающей кратер и соседние с ним территории. Форма покрова глубокинской свиты напоминает бабочку, ось билатеральной симметрии направлена с юга на север. Толщина свиты над Гусевским кратером составляет 200–300 м, выклиниваясь к краям зоны её распространения. Породы свиты представлены мергелями и песчанистыми мергелями, присутствуют фрагменты пород мишени кратеров, большая часть с конусами сотрясения.